# رولف أندرسن (سياسي)
رولف أندرسن (بالنرويجية البوكمول: Rolf Andersen)‏ هو سياسي نرويجي، ولد في 12 سبتمبر 1916، وتوفي في 27 يوليو 1990. نشط حزبياً في حزب العمال. وقد انتخب نائب عضو برلمان النرويج ‏.